# Circondario del Chemnitzer Land
Il Chemnitzer Land era un circondario della Sassonia di 133 014 abitanti, che aveva come capoluogo Glauchau.
Il 1º agosto 2008 il circondario è stato unito alla città extracircondariale di Zwickau e al circondario della Zwickauer Land per formare il nuovo circondario di Zwickau.

## Città e comuni
(Abitanti al 31 dicembre 2006)
| Città 1. Glauchau (25.760) 2. Hohenstein-Ernstthal (16.344) 3. Lichtenstein/Sa. (13.370) 4. Limbach-Oberfrohna (26.597) 5. Meerane (16.937) 6. Oberlungwitz (6.596) 7. Waldenburg (4.529) | Comuni 1. Bernsdorf (2.536) 2. Callenberg (5.623) 3. Gersdorf (4.444) 4. Niederfrohna (2.519) 5. Oberwiera (1.211) 6. Remse (1.942) 7. Schönberg (1.003) 8. St. Egidien (3.603) |